# Princess-Charlotte-Klasse
Die Princess-Charlotte-Klasse war eine Klasse von zwei 104-Kanonen-Linienschiffen 1. Ranges der britischen Marine, die von 1835 bis 1890 in Dienst stand.

## Allgemeines
Die Princess-Charlotte-Klasse stellt eine vergrößerte Version der 1801 bestellten Boyne-Klasse da, welche wiederum auf dem Design der bekannten Victory von Sir Thomas Slade aus dem 18. Jahrhundert basierte. Wie die Boyne-Klasse wurden sie ursprünglich als 98-Kanonen-Schiffe (2. Rang) geplant, aber nach Änderung des britischen Klassifizierungssystems ab 1817 als 104-Kanonen-Schiffe (1. Rang) geführt. Weiteres auffälliges Merkmal gegenüber der Vorgängerklasse ist die Nutzung eines Rundhecks statt eines Spiegelhecks.

## Einheiten
| Name               | Bauwerft                        | Bestellung     | Kiellegung    | Stapellauf        | Indienststellung  | Verbleib                                            |
| ------------------ | ------------------------------- | -------------- | ------------- | ----------------- | ----------------- | --------------------------------------------------- |
| Princess Charlotte | Portsmouth Dockyard, Portsmouth | 6. Januar 1812 | November 1818 | 11. November 1825 | 9. Februar 1837   | Ab 1857 Hulk in Hongkong, 1875 zum Abbruch verkauft |
| Royal Adelaide     | Plymouth Dockyard, Plymouth     | 6. Januar 1812 | Mai 1819      | 28. Juli 1828     | 5. September 1835 | Ab 1890 Hulk in Chatham, 1904 zum Abbruch verkauft  |

## Technische Beschreibung
Die Klasse war als Batterieschiff mit drei durchgehenden Geschützdecks konzipiert und hatte eine Länge auf diesen von 60,35 Metern (Geschützdeck) bzw. 49,99 Meter (Kiel), eine Breite von 16,15 Metern und einen Tiefgang von 6,78 Metern. Sie waren Rahsegler mit drei Masten (Fockmast, Großmast und Kreuzmast). Der Rumpf schloss im Heckbereich mit einem Rundheck, in das Galerien integriert waren, die in die seitlich angebrachten Seitengalerien mündeten.
Die Bewaffnung der Klasse bestand bei Indienststellung aus 104 Geschützen.
|        | Unteres Batteriedeck                                 | Mittleres Batteriedeck                               | Oberes Batteriedeck     | Backdeck                  | Achterdeck                                        | Geschütze (Geschossgewicht) |
| ------ | ---------------------------------------------------- | ---------------------------------------------------- | ----------------------- | ------------------------- | ------------------------------------------------- | --------------------------- |
| Design | 26 × 32-Pfünder-Kanonen 2 × 68-Pfünder-Bombenkanonen | 28 × 32-Pfünder-Kanonen 2 × 68-Pfünder-Bombenkanonen | 30 × 32-Pfünder-Kanonen | 2 × 32-Pfünder-Karronaden | 2 × 12-Pfünder-Kanonen 12 × 32-Pfünder-Karronaden | 104 Geschütze (852,58 kg)   |

## Besatzung
Die Besatzung hatte eine Stärke von 738 Mann.